# Campeonato Paraense de Futebol de 1940
O Campeonato Paraense de Futebol de 1940 foi a 29.ª edição da principal divisão do futebol do Pará. Organizada pela Liga Atlética Paraense, a competição contou com a participação de oito clubes, todos sediados na capital Belém. O Remo sagrou-se campeão, conquistando seu 14º título estadual, enquanto a Tuna Luso ficou com o vice-campeonato.

## Participantes
| Equipe         | Cidade | Títulos (mais recente) | Part. |
| -------------- | ------ | ---------------------- | ----- |
| Júlio César    | Belém  | 0 (não possui)         | 8     |
| Marco          | Belém  | 0 (não possui)         | 3     |
| Nacional       | Belém  | 0 (não possui)         | 19    |
| Paysandu       | Belém  | 11 (1939)              | 25    |
| Remo           | Belém  | 13 (1936)              | 25    |
| Transviário    | Belém  | 0 (não possui)         | 3     |
| Tuna Luso      | Belém  | 2 (1938)               | 7     |
| União Sportiva | Belém  | 2 (1910)               | 28    |

## Premiação
| Campeonato Paraense de 1940 |
| Belém                       |
| --------------------------- |
| Remo Campeão (14º título)   |